# Glypta picea
Glypta picea là một loài tò vò trong họ Ichneumonidae.